# Brahmina elongata
Brahmina elongata är en skalbaggsart som beskrevs av Moser 1913. Brahmina elongata ingår i släktet Brahmina och familjen Melolonthidae. Inga underarter finns listade.